# Randolph Scott
George Randolph Scott (23. ledna 1898 Orange County – 2. března 1987 Beverly Hills) byl americký filmový herec, jehož kariéra proběhla v letech 1928 až 1962. Hrál v různých žánrech, včetně sociálních dramat, detektivek, komedií, muzikálů (v nezpívajících a netančících rolích), dobrodružných příběhů, válečných filmů a několika hororových a fantasy filmů. Jeho nejdůležitějším filmovým typem je však westernový hrdina držící se vysoko v sedle. Z jeho více než 100 filmových rolí bylo přes 60 ve westernech; tedy „ze všech filmových hvězd, jejichž jméno bylo spojeno se westernem, byl s ním nejvíce spojován Scott“.
Více než 30 let Scottova filmového herectví znamenalo spolupráci s mnoha uznávanými režiséry, včetně Henryho Kinga, Roubena Mamouliana, Michaela Curtize, Johna Cromwella, Kinga Vidora, Allana Dwana, Fritze Langa, Sama Peckinpaha, Henryho Hathawaye (osmkrát) ), Raye Enrighta (sedmkrát), Edwina L. Marina (sedmkrát), Andre DeTotha (šestkrát) a především jeho sedm filmových spoluprací s Buddem Boetticherem. Scott také hrál s pestrou řadou dámských filmových hvězd, od Shirley Templeové a Irene Dunneové po Mae Westovou a Marlene Dietrichovou.